# 乔特基诺
乔特基诺（羅馬化：Tyotkino）是俄罗斯库尔斯克州的市级镇，属格卢什科沃区，位于第聂伯河流域内杰斯纳河支流谢伊姆河畔，地处库尔斯克州西部，在区行政中心格卢什科沃及州府库尔斯克西南方。镇西南部分与乌克兰的苏梅州接壤，其中距离最近的聚居地为雷日夫卡。
该地2021年人口有3,235人；2010年人口4,223；2002年人口5,224；1989年人口5,375。